# Port Salerno
Port Salerno – jednostka osadnicza w Stanach Zjednoczonych, w stanie Floryda, w hrabstwie Martin.